# Delio Toledo
Delio César Toledo (* 10. Februar 1976 in Cecilio Báez) ist ein ehemaliger paraguayischer Fußballspieler. Er spielte mehrere Jahre in der höchsten spanischen Spielklasse und nahm mit der paraguayischen Nationalmannschaft an der Fußball-Weltmeisterschaft 2006 in Deutschland teil.

## Karriere
Der Abwehrspieler wechselte 1999 erstmals nach Europa, als ihn der italienische Erstligist Udinese Calcio unter Vertrag nahm. Nach weiteren Stationen bei Espanyol Barcelona und dem argentinischen Verein Colón Santa Fe gelang ihm erst mit dem Wechsel zu Real Saragossa 2003 der Durchbruch. Zur Saison 2003/04 stieg er mit Saragossa in die spanische Primera División auf und holte 2004 den nationalen Pokal. 2006 wechselte Toledo in die Türkei zu Kayserispor, wo er bis 2010 spielte und 2008 den türkischen Pokal gewann. Seine Karriere beendete er 2011 in Paraguay bei 3 de Febrero.
Toledo bestritt zwischen 1999 und 2008 insgesamt 35 Länderspiele für Paraguay und erzielte dabei vier Tore. An der Copa América 1999, bei der Paraguay im Viertelfinale an Uruguay scheiterte, nahm er als Stammspieler teil. Bei der Weltmeisterschaft 2006 kam er einmal zum Einsatz und wurde im ersten Spiel gegen England verletzungsbedingt ausgewechselt. In den anderen zwei Gruppenspielen wurde er nicht eingesetzt, weil er an jener Verletzung laborierte.

## Erfolge
- Spanischer Pokalsieger 2004 mit Real Saragossa
- Türkischer Pokalsieger 2008 mit Kayserispor